# Florian Unruh
Florian Unruh (născut Kahllund; n. 7 iunie 1993, Rendsburg, Schleswig-Holstein, Germania) este un arcaș ce a reprezentat Germania, medaliat olimpic. A participat la 2 ediții ale Jocurilor Olimpice (2020, 2024) în care a câștigat o medalie de argint.